# Marietta Le
Marietta Le (maďarsky Le Marietta; * 1988) je maďarská aktivistka, politička a urbanistka vietnamského původu. Ve volbách do Evropského parlamentu v červnu 2024 je lídryní recesistické Strany maďarského dvouocasého psa (MKKP).

## Biografie
Coby urbanistka působila jako poradkyně budapešťského primátora Gergelye Karácsonye odpovědná za participaci. V této funkci vypracovala a zrealizovala první budapešťský komunitní rozpočet.
Je rovněž jedním ze zakladatelů portálu Járókelő.hu, který se zabývá k online správou hlášení o problémech ve veřejném prostoru, jejich předáváním úřadům a zobrazováním dosažených řešení.
Ve volbách do Evropského parlamentu v červnu 2024 kandidovala na 1. místě kandidátní listiny recesistické Strany maďarského dvouocasého psa (MKKP). Strana získala 163 960 hlasů (3,59 % odevzdaných), a tedy nezískala jediný mandát.